# Argyrosomus japonicus
Argyrosomus japonicus es una especie de pez de la familia Sciaenidae en el orden de los Perciformes.

## Morfología
• Los machos pueden llegar alcanzar los 181 cm de longitud total y 75 kg de peso.
- Número de  vértebras: 25.[1][2]

## Depredadores
En Australia es depredado por Argyrosomus hololepidotus y Sudáfrica por Crocodylus niloticus ,Carcharhinus brachyurus , Carcharhinus limbatus ,Carcharhinus obscurus y Sphyrna zygaena.

## Hábitat
Es un pez de clima tropical y bentopelágico.

## Distribución geográfica
Se encuentra en Australia, la China (incluyendo Hong Kong), Djibuti, la India, el Japón (incluyendo las Islas Ryukyu), Corea, Mauricio, Mozambique, Omán, Pakistán, Sudáfrica,  Taiwán y el Vietnam.

## Uso comercial
Es importante como alimento.

## Observaciones
Es inofensivo para los humanos.